# جيمس جراي جاكسون
جيمس غراي جاكسون (بالإنجليزية: James Grey Jackson) هو تاجر وديبلوماسي بريطاني، أقام في موكادور بالمغرب في أواخر القرن الثامن عشر وبداية القرن التاسع عشر ميلادي، له عدة كتب عن جغرافية شمال وغرب أفريقيا؛ خاصة المغرب الذي قدم له وصفا كاملا شاملا في كتابه الشهير 《رواية عن إمبراطورية المغرب 》.

## سيرة
عاش في موكادور (الصويرة) ستة عشر عاما  حيث تعلم العربية المغربية وجمع العديد من القصص من التجار والرحالة مما مكنه من كتابة العديد من الأعمال التي تصف المغرب ومناطق أخرى من شمال وغرب أفريقيا. في تقريره عن المغرب ومنطقة سوس وتافيلالت (1809م أعيد إصداره عدة مرات خلال العقد التالي) يقدر جيمس عدد سكان الإمبراطورية المغربية في بداية القرن 19 بـ 14 مليون نسمة، ومساحة سطحها بـ 310.000 كيلومتر مربع. كما قدم وصفًا لمدينة تمبكتو وقال إن نهري النيجر والنيل مرتبطان ببعضهما البعض في كتابه "سرد تمبكتو وهوسا" (صدر سنة 1820م)، وإستند فيه على قصص ورسائل تاجر مغربي وهو عبد السلام الشباني، وتتجلى أهمية كتابه هذا أنه قدم للعالم الغربي من خلاله بعض المعلومات الأولى المتوفرة في الغرب حول العديد من اللغات المستخدمة في غرب إفريقيا، ولا سيما الهوسا. وهناك أيضا كتيب منسوب لجيمس غراي جاكسون (ربما مترجم من أحد الأعمال السابقة)، يقارن فيه اللغة العربية المستخدمة في المغرب مع اللغة العربية المستخدمة في سوريا، وقد تمت ترجمته إلى الفرنسية ونشره في باريس عام 1824م.
تاريخ ميلاده ووفاته غير مؤكد.

## أعماله
- رواية عن إمبراطورية المغرب ومقاطعتي سوس وتافيلالت، لندن، نيكول وابنه، 1809م، 303 ص.[5]
- قصة تمبكتو وهوسا، لندن، لونجمان، 1820م (قصة كتبها الحاج عبد السلام الشباني، جمعها وحررها جيمس جراي جاكسون).[1]
- كتاب حول توافق اللغة العربية الغربية أو البربرية مع العربية الشرقية أو السورية، باريس، دوندي دوبري، 1824م، 10 ص.

## روايته عن الإمبراطورية المغربية

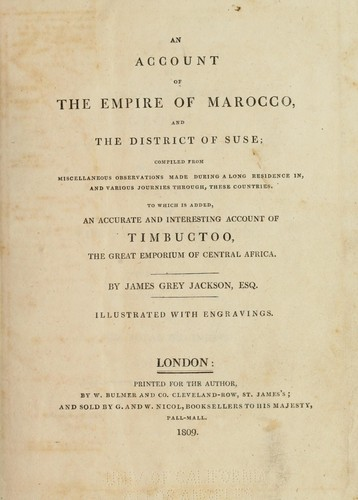
غلاف كتاب جيمس جراي جاكسون " رواية عن إمبراطورية المغرب ".

إن كتاب " رواية عن إمبراطورية المغرب ومقاطعتي سوس وتافيلالت" لجيمس جري جاكسون هو عمل مهم يقدّم نظرة مفصلة عن المغرب في أوائل القرن التاسع عشر. جاكسون كان تاجرًا ودبلوماسيًا بريطانيًا في المغرب، واستند في كتابه إلى تجربته الخاصة ومعرفته بالمنطقة ولهجاتها ولغتها وسكانها . قدم جيمس في الكتاب معلومات قيمة حول العادات والتقاليد والثقافة في المغرب خلال تلك الفترة. ويسلط الضوء على العلاقات المبكرة بين المغرب وأوروبا، خصوصًا في سياق التجارة والسياسة. كما يوفر لنا تفاصيل عن الأنشطة الاقتصادية والجغرافيا الطبيعية للمناطق التي زارها.

## تقسيمه لسكان المملكة المغربية
يقول جيمس جراي حول ديموغرافية المغرب مابين القرن 18 و19م : “ أن سكان الممكلة المغربية يبلغ عددهم 14 مليون نسمة ؛ ما بين العرب والبربر واليهود والعبيد ؛ وعن توزيع العرب في المملكة المغربية حسب جهاتها يذكر:
أولا القسم الشمالي للمغرب : " يظم التقسيم الشمالي ولايات الريف والغرب وبني حسين (بني حسن حاليا) وتامسنا والشاوية وتادلا ودائرة فاس، وهي مناطق يسكنها العرب على اختلاف أنواعهم".
ثانيا منطقة فاس مكناس سلا : يقول عنها " والبلد بين فاس ومكناس، ومن ثم إلى سلا، له نفس الوصف مع ما تقدم ؛ بلد غني…، ويستوطنه العرب بشكل تام، ماعدا قبيلة زموره الشلوح".
ثالثا منطقة دكالة: وعنها يذكر " على بعد أربعة وأربعين ميلاً إلى الجنوب من دار البيضاء، تقع بلدة أزامور، في إقليم دكالة العربي ".
رابعا جهة السوس: يقول عنها " تحتوي منطقة سوس على العديد من القبائل المحاربة من أهمها هوارة و أولاد أبي السباع وآيت باعمران وهؤلاء هم العرب".
خامسا جهة الجنوب المغربي : يصرح في وصفها " من سانتا كروز (أكادير)، إلى بوجدور على طول الساحل… يسكنه جميعا قبائل متنوعة من العرب“ .